# Clot del Ferrer
El Clot del Ferrer és un clot -petita vall molt tancada- del municipi de Castell de Mur, al Pallars Jussà, a l'antic terme de Mur, en terres del poble de Vilamolat de Mur.
Està situat al sud-oest del nucli del poble, al sud de l'Obaguet, al sud-oest del Vedat de Petit, al nord-oest dels Horts de Rius i al nord-est del Vedat de la Solana. És als peus, a l'extrem oriental, del Serrat Rodó.